# 8e cérémonie des Victoires de la musique
 (avril 2025).
Si vous disposez d'ouvrages ou d'articles de référence ou si vous connaissez des sites web de qualité traitant du thème abordé ici, merci de compléter l'article en donnant les références utiles à sa vérifiabilité et en les liant à la section « Notes et références ».
La 8e cérémonie des Victoires de la musique a lieu le 8 février 1993 au Palais des congrès de Paris. Elle est présentée par Nagui.

## Palmarès
Les gagnants sont indiqués ci-dessous en tête de chaque catégorie et en caractères gras.

### Artiste interprète masculin

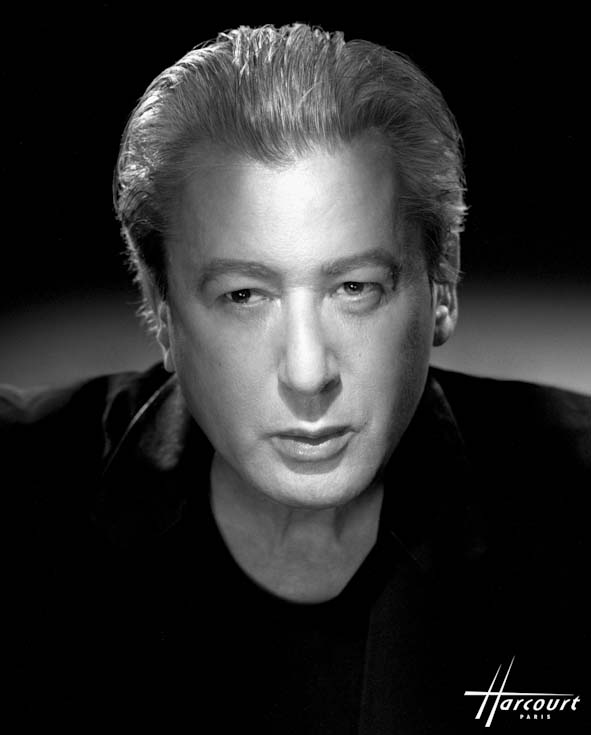
Alain Bashung, l'artiste masculin de l'année

- Alain Bashung
  - Jacques Dutronc
  - Michel Jonasz

### Artiste interprète féminine
- Véronique Sanson
  - Maurane
  - Vanessa Paradis

### Groupe
- Les Innocents
  - FFF
  - Les Négresses Vertes
  - Pow woW

### Révélation variétés masculine

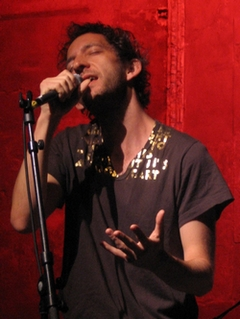
Arthur H, révélation masculine de l'année.

- Arthur H
  - Dany Brillant
  - Pascal Obispo

### Révélation variétés féminine

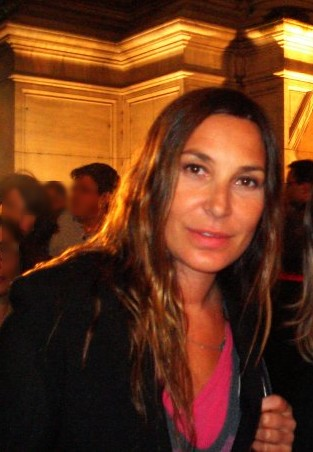
Zazie, révélation féminine de l'année

- Zazie
  - Mathilda May
  - Princess Erika

### Album
- Caché derrière de Laurent Voulzy
  - Paris ailleurs d'Étienne Daho
  - Regagner les plaines de Pow woW

### Chanson
- Le Chat de Pow woW
  - Madame rêve d'Alain Bashung
  - Osez Joséphine d'Alain Bashung

### Performance musicale
- Jacques Dutronc au Casino de Paris
  - Michel Jonasz au Zénith de Paris
  - La Soirée des Enfoirés à l'Opéra Garnier

### Spectacle musical
- Cérémonies d'ouverture et de clôture des Jeux olympiques d'Albertville
  - Mortadella
  - Sand et les Romantiques

### Album de musique de variétés instrumentales
- Negropolitaines de Manu Dibango
  - La Cinquième Saison de Fabrice Aboulker
  - Lefty de Michel Gaucher

### Album de musique du monde
- Immensément de Robert Charlebois
  - Deep Forest de Deep Forest
  - Masada d'Alpha Blondy

### Album de chansons pour enfant
- Pierre et le Loup de Sergueï Prokofiev, par Lambert Wilson (récitant)
  - Henri Dès à l'Olympia d'Henri Dès
  - La Belle et la Bête par Jean Amadou (récitant)

### Humoriste
- Guy Bedos et Muriel Robin
  - Pierre Palmade
  - Patrick Timsit

### Compositeur de musique de film
- Gabriel Yared pour L'Amant
  - Cyril Collard et René-Marc Bini pour Les Nuits fauves
  - Jordi Savall pour Tous les matins du monde

### Vidéo-clip
- Osez Joséphine d'Alain Bashung, réalisé par Jean-Baptiste Mondino
  - P'tit voleur de Renaud, réalisé par Lewis Furey
  - Volutes d'Alain Bashung, réalisé par Jean-Baptiste Mondino

### Arrangeur et/ou réalisateur
- Michel Cœuriot et Laurent Voulzy
  - Jean-Yves D'Angelo et Michel Jonasz
  - Philippe Deletrez

### Ingénieur du son
- Patrice Cramer
  - Jean-Marc Hauser
  - Dominique Ledudal

### Producteur
- Gilbert Coullier Organisation
  - CWP
  - Sidonie

## Artistes à nominations multiples
- Alain Bashung (5)
- Michel Jonasz (3)
- Pow wow (3)
- Jacques Dutronc (2)
- Jean-Baptiste Mondino (2)
- Laurent Voulzy (2)

## Artiste à récompenses multiples
- Alain Bashung (2)
- Laurent Voulzy (2)